# Лангальяхако
Лангальяхако (устар. Лангаль-Яха-То) — река в России, протекает по территории Ямало-Ненецкого автономного округа. Вытекает из реки Ядьяха на 17-м км от устья и впадает в Алапокотылькы на 17-м км от устья по правому берегу. Длина реки составляет 17 км.

## Данные водного реестра
По данным государственного водного реестра России относится к Нижнеобскому бассейновому округу, водохозяйственный участок реки — Таз, речной подбассейн реки — подбассейн отсутствует. Речной бассейн реки — Таз.
Код объекта в государственном водном реестре — 15050000112115300067691.